# Pinchite
La pinchite è un minerale.